# Jelle Jelles Croles (1908-1991)
Jelle Jelles Croles (Leeuwarden, 9 november 1908 – Nijkerk, 14 februari 1991) was een Nederlands burgemeester.
Hij werd geboren als zoon van Jelle Jelles Croles (1869-1936), magistraat en later Eerste Kamerlid voor de ARP, en Jacomina Koning (1873-1954). Hij is afgestudeerd in de rechten en ging daarna werken bij het departement van Landbouw en Visserij. Verder was hij secretaris van de commissie tot behandeling van bezwaren tegen geadviseerde schadevergoedingsbedragen buiten Rotterdam. In april 1946 werd Croles benoemd tot burgemeester van Bodegraven. In december 1973 ging hij met pensioen waarna hij naar Nijkerk verhuisde. Begin 1991 overleed hij aldaar op 82-jarige leeftijd. In Bodegraven is naar hem de 'Burgemeester Crolesbrug' vernoemd.
- Nederlandse Thesaurus van Auteursnamen: 067808077
- Virtual International Authority File: 282304179